# Трикратне
Трикра́тне — село в Україні у Вознесенському районі Миколаївської області. Село входить до Олександрівської територіальної громади. Населення становить 786 осіб.

## Історія
Поселення утворилося біля залізничної станції з прокладанням залізниці Помічна—Колосівка.

## Населення

### Мова
Розподіл населення за рідною мовою за даними перепису 2001 року:
| Мова       | Кількість | Відсоток |
| ---------- | --------- | -------- |
| українська | 753       | 95.80%   |
| російська  | 32        | 4.07%    |
| румунська  | 1         | 0.13%    |
| Усього     | 786       | 100%     |